# 高堡奇人 (电视剧)
《高堡奇人》（英語：The Man in the High Castle）是一部架空历史間諜题材的美国电视连续剧，以美国科幻小说作家菲利普·K·迪克于1962年出版的同名小说《高堡奇人》为基础改编作，由亚马逊影片播出。剧集讲述了一段轴心国在二战中胜利的架空历史，在剧集中，1962年的美国被分裂成了三个国家：落基山脈以西的原美国领土成为日本帝国的傀儡国，即日属太平洋合眾（アメリカ太平洋合眾國，Japanese Pacific States）；而洛磯山脉以东的原美国领土被投降派美军以及纳粹党势力重组，即大德意志帝國（Großes Nazi-Reich, Greater Nazi Reich）下的納粹美國；以及夹在两个国家之间的中立地带：洛磯山合众国（Rocky Mountain States）。该剧的试播集在2015年1月15日在亚马逊首次公映第一季的全部十集在2015年11月20日一起发布。，第二季於2016年12月16日正式播出，第三季则于2018年10月5日放送，第四季于2019年11月15日正式播出，並且是最後一季。

## 剧情

剧集中1962年的美国被分裂成了三个国家：落基山脉以西的日属太平洋合眾國（Japanese Pacific States）；落基山脉以东的納粹美國（American Reich）；和被称为落基山合众国（Rocky Mountain States）的中立地带。

《高堡奇人》的故事背景发生在轴心国在二战中胜利后1962年的美国。

## 演员表

### 主要角色
- 朱莉安娜·克莱恩（Juliana Crain）

艾莉克莎·黛沃洛斯 饰演 
居住于旧金山日占区热爱日本文化的年轻女性，合气道高手。父亲在战争中牺牲。在妹妹楚蒂因为替抵抗组织运送记录真实历史的电影被宪兵队枪杀后代替楚蒂前往中立区的卡农城（Canon City）完成接头。后受雇于日本太平洋合众国政府，成为贸易部长田上信辅的勤务人员。其生父在南太平洋战争中战死。在许多显示平行世界的电影中，她总是一个关键的存在。
- 弗兰克·弗林克（Frank Frink）

鲁伯特·艾文斯 饰演 
朱莉安娜的男友。弗兰克是一名战后不被赏识的现代艺术家，在一间制作手枪的工厂裡做工。弗兰克的祖父是犹太人，虽然在大日本帝国的统治下没有像纳粹德国那样的种族清洗，但弗兰克还是隐藏了自己出身。因亲属被日本人杀害，试图刺杀日本皇太子，后加入反抗组织，并参与了爆炸活动；後被城戶抓住處死。
- 乔·布莱克（Joe Blake）

卢克·克莱恩坦克 饰演
本名约瑟夫·豪斯曼（Joseph Heusmann），美国地下抵抗组织的新成员，实际上是受约翰·史密斯指挥的北美纳粹帝国的特工，在剧中因遭遇朱莉安娜而在忠于帝国的立场还是做自己认为正确的事间动摇。其父是納粹領導人並一度成为纳粹德国代理总理，但其父失势后被虐待并被迫杀害了父亲；後死於朱莉安娜之手。
- 艾德·麦卡锡（Ed McCarthy）

DJ奎尔斯 （DJ Qualls）饰演  
弗兰克的工友，试图帮助被宪兵队追捕的朱莉安娜和弗兰克。
- 城户武（Takeshi Kido）

霍埃爾·代·拉·福恩特 （Joel de la Fuente） 饰演
驻旧金山的日本太平洋合众国宪兵队高级官员，担任"Chief Inspector"（总检察官）。身为刑侦精英，一直致力于搜查地下抵抗组织，并负责调查皇太子遇刺事件。处事冷静果断，有时冷酷无情，但也具有柔和的一面。 
- 田上信辅（Nobusuke Tagomi）

田川洋行（Cary-Hiroyuki Tagawa）饰演
日本太平洋合众国的贸易部长（贸易大臣），对占领区白人有怜爱之心的人；擅长用周易来占卜，受到皇太子妃等和平主义者的信赖。为了避免核战争使德日两国达到战略平衡，与纳粹军官温格纳谋划将纳粹的核技术设计图带给日本。
- 罗伯特·奇尔丹（Robert Childan）又译 奇尔顿

布伦南·布朗饰演
旧金山的美国艺术工艺品商会店主。主要向日本人贩卖古董，后与弗兰克合伙制作赝品。 
- 约翰·史密斯（John Smith）

卢夫斯·塞维尔（Rufus Sewell）饰演 
驻纽约的纳粹党卫队副总指挥（上级集团领袖），后升任总指挥及北美党卫队帝国大元帅。作为前美国陆军上尉参与过所罗门群岛战役，并目睹了1945年华盛顿特区的原子弹爆炸。因经历过大萧条的困苦而认同国家社会主义，目前坐镇纽约亲卫队总部负责调查并瓦解抵抗组织的行动。他行事永远先对手一步，对付敌人时无所不用其极，不吝啬严刑拷打等手法；对于家人则是一个好父亲，任何情况下都将家人的需要放在第一位，面对莱因哈德·海德里希时也表现出在极端压力下仍坚忍从容的气魄。
- 盖瑞·康奈尔（Gary Connell）

考乐姆·吉斯·雷尼 （Callum Keith Rennie） 饰演
西海岸抵抗组织领导人 （第二季出现）
- 尼可·多默尔（Nicole Dörmer）

贝拉·希思科特（Bella Heathcote） 饰演 
納粹權貴之女，来自柏林的电影制片人，负责纳粹的在美国的宣传工作。在第二季曾與喬·布萊克有過一段交往，本人是雙性戀。（第二季出现）
- 怀亚特·普莱斯（Wyatt Price）

杰森·奥玛拉（Jason O'Mara）饰演
爱尔兰人，黑市走私者，为朱莉安娜提供情报。
- 比利·特纳（Billy Turner）

吉尔斯·潘顿（Giles Panton）饰演
负责北美纳粹帝国的宣传工作。与尼可·多默尔合作，试图使在纳粹统治下的美国人脑海中“抹去”之前美国的记忆。

### 其他角色

#### 日本及太平洋合眾國方面：
| 角色                                                    | 演員                                     | 備注 |
| 梶浦·保罗 Paul Kasoura                                  | 路易斯·小泽·张简 路易斯·小澤·張簡        | 居住在旧金山的富裕日本人。奇尔丹的顾客，和黑社会相关联的律师。                                                    |
| 梶浦·贝蒂 Betty Kasoura                                 | 冈本多绪 Tao Okamoto                     | 保罗·梶浦的妻子                                                                                                   |
| 小野田秀久 Hidehisa Onoda                               | 马志（马泰） 马泰 (华裔演员)             | 虚構人物，日本陆军大将。在旧金山推进日本的原子弹制造工作。 第二季出现                                             |
| 猪口敏平提督 （又译 井口提督） Admiral Inokuchi         | 尾崎英二郎 Eijiro Ozaki                  | 大日本帝国海军提督 第三季出现 影射二战时期日本海军将领猪口敏平。                                                  |
| 畑俊六元帅 Gensui Hata Shunroku                         | 奇恩·杨                                  | 歷史上真實人物；二战时期中国戰區派遣军司令，元帅陆军大将。                                                        |
| 琴道（又译 言道） Kotomichi                             | 阿诺德·陈 Arnold Chun                    | 贸易部长（大臣）田上信辅的助手。                                                                                  |
| 吉田浩之（或吉田裕幸） Hiroyuki Yoshida                 | Lee Shorten                              | 巡查部长（即警佐Sergeant）；宪兵队的便衣搜查员，总检察官木户武（城户武）的左右手。                                |
| 中村 Nakamura                                           | 小田部“阿基” Akie Kotabe                 | 木户（城户）的部下。夏威夷出身的日本人和白人混血。 第三季出现                                                     |
| 裕仁天皇 Emperor Hirohito                               | -                                        | 時任日本天皇，於電視上宣布基於帝國本土安全，命令駐美日軍及日僑撤出北美解散太平洋合眾國。 僅出現於第四季第七集尾聲 |
| 日本皇太子明仁 Crown Prince Akihito                     | 辻大辅 Daisuke Tsuji                     | 天皇之子，大日本帝国的皇太子。在旧金山演说时遭遇暗殺后负重伤。                                                    |
| 日本皇太子妃美智子 Crown Princess Michiko               | 吉田真由美 Mayumi Yoshida                | 皇太子明仁之皇妃。                                                                                                |
| 田上美智子 ミチコ Michiko Tagomi Crown Princess Michiko | 小松ゆかり Yukari Komatsu                | 田上的妻子。 第二季出现                                                                                           |
| 田上纪明 Noriaki Tagomi                                 | 申承龙 신승용 Eddie Shin                 | 田上的儿子。 第二季出现                                                                                           |
| 冈村太士 タイシ・オカムラ Taishi Okamura                | 金川弘敦 Hiro Kanagawa                   | 黑社会头目 |
| 大神                                                    | 迈克尔·荻原 Michael Hagiwara             | 接替冈村的黑社会头目。 第三季出现                                                                                 |
| 渡边加奈子 タミコ・ワタナベ Tamiko Watanabe             | 富田·谭玲 タムリン・トミタ Tamlyn Tomita | 来自夏威夷的女性。出生于冲绳。 第三季出现                                                                         |
| 温德姆·麦特森 Windham Matson                            | 杰克·凯勒 傑克·凱勒                      | 弗兰克工厂的总经理                                                                                                |
| 劳拉 Laura Crothers                                     | 克里斯汀·查特莱恩 Christine Chatelain    | 弗兰克的姐姐 |
| 马克·桑普森 Mark Sampson                                | 迈克尔·加斯顿 Michael Gaston             | 犹太人，弗兰克的朋友。第三季时迁移到中立区。                                                                      |
| 阿诺德·沃克 Arnold Walker                               | 丹尼尔·洛巴克 Daniel Roebuck             | 朱莉安娜母亲的再婚对象。伪说在邮局上班，实际在政府的窃听部门工作。                                                |
| 安妮·克莱恩·沃克 Anne Crain Walker                      | 麦考尔·戈登 Macall Gordon                | 朱莉安娜的母亲。                                                                                                  |
| 楚蒂·沃克 Trudy Walker                                  | 康纳·莱斯利 Conor Leslie                 | 朱莉安娜的妹妹。抵抗组织成员，被宪兵队射杀。在死之前把影片交给朱莉安娜。                                          |
| 凯伦·維奇奧 Karen Vecchione                             | 卡米儿·苏利文 Camille Sullivan           | 抵抗组织成员。 |
| 兰道尔·贝克 Randall Becker                              | 汉克·哈里斯 Hank Harris                  | 抵抗组织成员。 |
| 黑根 Hagan                                              | 麦可·贺根 Michael Hogan                  | 抵抗组织成员。 |
| 莎拉 Sarah                                              | 卡拉·光子 Cara Mitsuko                   | 抵抗组织中的日裔人。战争时期被关在集中营。 第二季出现                                                             |
| 榮格·莱斯 Hugo Reiss                                    | 伯恩哈德·福克 Bernhard Forcher           | 驻日本太平洋合众国的大纳粹帝国大使。                                                                              |
| 田中·克里斯丁 Christine Tanaka                          | 奥田·艾米 Amy Okuda                      | 在日本政府大楼裡工作的办公室人员。                                                                                |

#### 纳粹德国本土：
| 角色                                      | 演員                              | 備注 |
| 鲁道夫·温格纳 Rudolph Wegener             | 卡斯滕·诺加 Carsten Norgaard      | 纳粹德国上校。虽然是与史密斯是曾经的战友，但对纳粹的种族政策和残暴行为抱有强烈的厌恶感。为了通过核威慑来避免战争，与田上大臣联手，盗取纳粹的核技术信息，泄露给日本。虽然被史密斯拘留，但之后由海德里希带到柏林，以其家人的生命来胁迫其刺杀元首。 |
| 阿道夫·希特勒                             | 沃尔夫·缪舍 Wolf Muser            | 歷史上真實人物。纳粹德国元首。 至1960年代为止仍然健在，但因年老体弱，其继任者們一直在明争暗斗。在位于前奥地利的大本营中，收集了大量的“蝗虫成灾”的胶卷来观赏。於1962年病逝於家中。                                                                |
| 莱因哈德·海德里希 Reinhard Heydrich       | 雷·普罗夏 Ray Proscia             | 歷史上真實人物。 党卫队全国副总指挥、親衛隊上級集團領袖兼警察上将、国家安全部部长（管辖盖世太保、刑事警察及保安局）。 |
| 马丁·豪斯曼 Martin Heusmann               | 塞巴斯蒂安·罗切尔 Sebastian Roché | 影射歷史上真實人物马丁·鲍曼。 乔·布莱克的父亲，纳粹德国代理总理，後被希姆莱和史密斯推翻。 |
| 海因里希·希姆莱 Heinrich Luitpold Himmler | 肯尼斯·泰格 Kenneth Tigar         | 歷史上真實人物。 党卫队全国领袖，謀害了豪斯曼並的成為了德國元首，後被人暗殺中槍昏迷，及後甦醒。視史密斯為其栽培對象。 |
| 伊娃·布朗 Eva Braun                       | 丽莎·帕克斯顿 Lisa Paxton         | 歷史上真實人物。希特勒的妻子。 |

#### 纽约方面：
| 角色                                       | 演員                              | 備注 |
| 海伦·斯密斯 Helen Smith                    | 谢拉赫·霍斯达尔 Chelah Horsdal    | 约翰·史密斯的妻子。                                                                                              |
| 托马斯·史密斯 Thomas Smith                 | 奎恩·罗德 Quinn Lord              | 约翰·史密斯的长子。 希特勒青年团的成员，他继承父亲的肌营养不良的遗传病基因。后来他将自己交给了帝国卫生服务中心。 |
| 艾米·史密斯 Amy Smith                      | 格拉西·施耶 Gracyn Shinyei        | 约翰·史密斯和海伦的女儿。                                                                                        |
| 珍妮弗·史密斯 Jennifer Smith               | 吉尼亚·查彭特 Genea Charpentier   | 约翰·史密斯和海伦的女儿。                                                                                        |
| 康纳利上校 Captain Connolly                | 尼尔·布莱德索 Neal Bledsoe        | 约翰·史密斯的下属，后变节投靠海德里希成为其监视史密斯的探子。                                                    |
| 埃里希·雷德尔 Erich Raeder                 | 亚伦·布莱克利 Aaron Blakely       | 歷史真實人物。纳粹德国海军元帅，曾任海军总司令。 党卫队突击队大队长（親卫队突击队大队领袖）。                    |
| 乔治·迪克森 George Dixon                   | 泰特·多诺万 Tate Donovan          | 抵抗组织成员，是克莱因家的熟人，以纽约为据点进行抵抗活动。与朱丽娜的生父和继父亚诺德是战友。 第二季出现          |
| 乔治·林肯·洛克威尔 George Lincoln Rockwell | 大卫·福尔 David Furr              | 歷史真實人物。美国纳粹党领袖。 大纳粹帝国北美大元帅。 第三季出现                                                 |
| 约翰·埃德加·胡佛 J. Edgar Hoover           | 威廉·佛塞 William Forsythe        | 歷史真實人物。美国联邦调查局创始人。 大纳粹帝国北美情报局局长。 第三季出现                                       |
| 约瑟夫·门格勒 Josef Mengele                | 约翰·汉斯·泰斯特 John Hans Tester | 歷史真實人物。人称“死亡天使”，德国纳粹党卫队军官和奥斯威辛集中营的医生。。 大纳粹帝国的心理医生。 第三季出现     |
| 塞尔玛·哈里斯 Thelma Harris                | 劳拉·门内尔 Laura Mennell         | 新闻记者。 第三季出现                                                                                            |
| 丹尼尔·雷恩（ Dr. Daniel Ryan              | 杰弗里·诺灵 Jeffrey Nordling      | 精神分析师。 第三季出现                                                                                          |

#### 中立区：
| 角色                                | 演員                         | 備注                                                                                            |
| 霍桑·阿本森 Hawthorne Abendsen      | 斯蒂芬·鲁特 Stephen Root     | 高堡奇人，制作和收集影片。                                                                      |
| 卡罗琳·阿本森 Caroline Abendsen     | 安-马格努森 Ann Magnuson     | 霍桑·阿本森的妻子。                                                                             |
| 来缪·华盛顿 Lemuel "Lem" Washington | 瑞克·沃西 Rick Worthy）      | 卡农城的抵抗组织领导人。后前往旧金山发展。                                                      |
| 折纸男 The Origami Man              | 艾伦·哈维 Allan Havey        | 纳粹的间谍，被安排在卡农城消灭抵抗组织。                                                        |
| “元帅-法警” The Marshal             | 伯恩·戈曼 Burn Gorman）      | 寻找集中营逃亡者的赏金猎人。                                                                    |
| 擦鞋男孩 The Shoe Shine Boy         | 肖恩·罗斯 Shaun Ross         | 一个生活在卡农城的年轻白化病男子。                                                              |
| 卡尔 Carl                           | 罗布·拉贝尔 Rob LaBelle      | 卡农城的一个书店店主，被发现是从集中营逃出的大卫·P·弗里斯（David P. Frees），最终被“法警”杀害。 |
| 莱拉·雅各布 Lila Jacobs             | 珍妮特·基德尔 Janet Kidder   | 在中立区一个天主教社区受保护的犹太人领导。                                                      |
| 杰克 Jack                           | 詹姆斯·尼特 James Neate      | 生活在中立区的人，艾德的朋友。                                                                  |
| 杰森·梅耶 Jason Meyer               | 杰弗里·布莱克 Geoffrey Blake | 抵抗组织中的犹太人。                                                                            |

## 集數
| 季數 | 集数 | 集数 | 上線日期       | 上線日期       |
| ---- | ---- | ---- | -------------- | -------------- |
| 1    | 10   | 1    | 2015年1月15日  | 2015年1月15日  |
| 1    | 10   | 9    | 2015年11月20日 | 2015年11月20日 |
| 2    | 10   | 10   | 2016年12月16日 | 2016年12月16日 |
| 3    | 10   | 10   | 2018年10月5日  | 2018年10月5日  |
| 4    | 10   | 10   | 2019年11月15日 | 2019年11月15日 |

### 第一季（2015年）
| 總集數 | 集數 （季） | 標題                  | 導演             | 編劇                             | 上線日期       |
| --- | ----------- | --------------------- | ---------------- | -------------------------------- | -------------- |
| 1 | 1           | The New World         | David Semel      | Frank Spotnitz                   | 2015年1月15日  |
| 1962年，在納粹德國佔領的紐約，喬·布雷克（Joe Blake）志願駕駛卡車前往落基山脈的中立區，為抵抗勢力效力。在日本佔領的舊金山，朱莉安娜·克蘭（Juliana Crain）從姐姐楚蒂（Trudy）那裡收到了包裹，後來看到她被日本憲兵隊開槍射擊。朱莉安娜發現包裹中的電影膠捲其內容是同盟國贏得戰爭的另一個世界。她的男朋友弗蘭克（Frank）敦促她去向憲兵隊證明她的清白；但是，朱莉安娜對他撒謊，而是代替楚蒂將電影帶到中立區。日本貿易大臣Tagomi Nobusuke，會見了納粹大使雨果·里斯（Hugo Reiss），以敲定日本皇太子對舊金山的訪問細節；後來田上會見了假冒成瑞典商人的納粹高官魯道夫·韋格納（Rudolph Wegener）。喬和朱莉安娜在中立區的卡農城見面並成為朋友；在舊金山，由於她與楚蒂的關係，憲兵隊開始尋找朱莉安娜。布雷克致電納粹黨親衛隊上級集團領袖史密斯，透露布萊克正在秘密地為納粹工作。 |             |                       |                  |                                  |                |
| 2 | 2           | Sunrise               | Daniel Percival  | Frank Spotnitz                   | 2015年11月20日 |
| 在舊金山，憲兵隊逮捕了弗蘭克，以查明朱莉安娜的下落。在監獄中，弗蘭克遇到一名抵抗戰士，後者說服他不要告知朱莉安娜的去處。憲兵隊因弗蘭克拒絕招供而殺死了他的姐姐和她的孩子，但是當發現偷走朱莉安娜包包的那個女人被發現帶有假冒的膠片時，憲兵隊停止處決弗蘭克並釋放他。朱莉安娜在卡農城（Canon City）的一家小餐館工作，遇到了一個她認為是她的聯繫人的男人。史密斯告訴喬，此聯繫人實際上是秘密的SD特工，正在對付抵抗組織，並命令他不要干預。但是，當朱莉安娜去見那個探員時，喬偷偷開車跟蹤並幫助她。特工試圖殺死朱莉安娜，但她將摺紙人扔出欄杆使其掉下瀑布死亡。而在紐約，史密斯遭到抵抗組織襲擊企圖暗殺他。 |             |                       |                  |                                  |                |
| 3 | 3           | The Illustrated Woman | Ken Olin         | Thomas Schnauz 與 Evan Wright    | 2015年11月20日 |
| 喬發現了人稱“法警”的納粹賞金獵人，後者正在尋找被朱莉安娜殺死的納粹特工。喬和朱莉安娜去處置死者的屍體和汽車，並在此過程中找到一張地圖，將他們引向一個山洞，在那裡他們找到了一名死去的婦女和一份名單；這份名單顯示，朱莉安娜工作的那間餐廳老闆才是她的實際聯絡人。“法警”意識到朱莉安娜的真實身份，並試圖殺死她。日本皇太子抵達舊金山。塔戈米告訴韋格納要在皇太子於納粹大使館的談話中秘密聯繫日本科技大臣志村。弗蘭克向她的姐夫坦白了姐姐及其子女死亡的消息；弗蘭克還重返工作崗位，在那裡他製造了一支真正的槍支。 |             |                       |                  |                                  |                |
| 4 | 4           | Revelations           | Michael Rymer    | Thomas Schnauz and Jace Richdale | 2015年11月20日 |
| 喬從“法警”手中拯救了朱莉安娜。喬和朱莉安娜（Jeuliana）與勒繆爾（Lem）會面，後者帶領他們進入樹林，在那裡他們被抵抗戰士包圍。勒繆爾強迫他們交出電影，喬和朱莉安娜再次受到“法警”的追殺，逼得喬向“法警”透露自己是納粹黨人。“法警”在高速公路上追逐朱莉安娜。朱莉安娜走得足夠遠時，她燒了車偽裝成車禍然後躲起來。當“法警”到達時，誤認為她已經死了。場景回到紐約，史密斯在上班途中遭到襲擊後，懷疑黨衛軍上尉Hauptmann Connolly是線人，向反抗軍提供了有關他行車路線的信息。而在日屬太平洋合眾國，弗蘭克拿著槍預謀刺殺日本皇太子，但猶豫不決；然後，一位看不見的狙擊手槍擊了皇太子。韋格納最後成功將微縮膠片膠囊放進科技大臣的口袋裡，但由於槍擊事件而被拘留。 |             |                       |                  |                                  |                |
| 5 | 5           | The New Normal        | Bryan Spicer     | Rob Williams                     | 2015年11月20日 |
| 襲擊事件發生後，皇太子被送往醫院，近衛師團的隊長因未能保護皇太子切腹自殺；城戶說如果他找不到槍手也會切腹。朱莉安娜（Juliana）返回家鄉，發現生氣的弗蘭克（Frank），他暗示了他在監獄遭遇。朱莉安娜拜訪她的父母，得知憲兵隊殺死了弗蘭克的姐姐和孩子。當她後來向日本軍方報告時，她遭到審問，並被詢問了Trudy的搭檔Randall，但最終還是放了她。喬從中立區返回紐約，被蓋世太保的特工綁架，帶到史密斯的辦公室，他向史密斯報告了卡農城發生的事件，儘管他的報告與“法警”的報告相矛盾。史密斯告訴喬，他的任務失敗了，因為抵抗軍的領導人逃脫了；史密斯認為喬是誠實的，因此邀請他參加對美勝利日（VA Day）。 |             |                       |                  |                                  |                |
| 6 | 6           | Three Monkeys         | Nelson McCormick | Rob Williams                     | 2015年11月20日 |
| 乔在史密斯家庆祝退伍军人事务日；朱莉安娜接受了一份为塔戈米工作的工作，继续寻找答案。史密斯收到了有关韦格纳活动的情报，但恰好也是老朋友，他在机场拦截了他，并邀请他共进晚餐，希望能向他打探答案。史密斯逮捕了韦格纳；史密斯发现乔在翻看他的文件。 |             |                       |                  |                                  |                |
| 7 | 7           | Truth                 | Brad Anderson    | Emma Frost                       | 2015年11月20日 |
| 朱莉安娜对她姐姐的死有了惊人的发现。弗兰克反思了最近发生的事件，并对自己的未来做出了重要决定，塔戈米对朱莉安娜的过去有了更深入的了解。史密斯在乔的家庭办公室里抓住了他，并审问他关于朱莉安娜和佳能城的事情。 |             |                       |                  |                                  |                |
| 8 | 8           | End of the World      | Karyn Kusama     | Walon Green                      | 2015年11月20日 |
| 朱莉安娜和弗兰克计划逃离太平洋国家，却被乔拖回危险之中，乔试图取回一部新电影，并直接走进了肯佩泰的伏击。与此同时，史密斯的忠诚度在面对一个惊人的家庭发现时受到了终极考验。 注：本集以同名歌曲命名，该歌曲由Lini Evans在剧集中演唱，并附有她共同创作的日语歌词。 |             |                       |                  |                                  |                |
| 9 | 9           | Kindness              | Michael Slovis   | Jace Richdale                    | 2015年11月20日 |
| 時間迫在眉睫，绝望的弗兰克被迫冒着生命危险帮助乔；史密斯终于找到了这些碎片，因为他发现了暗杀企图的幕后黑手。当塔戈米面对他的诡计后果时，他感到非常沮丧，而木户的调查在他做出重要发现时发生了戏剧性的转变。与此同时，弗兰克和朱莉安娜在拥有新电影后，他们决定观看这部电影，但他们震惊地发现，这部电影显然在不久的将来描绘了一个被核弹轰炸的旧金山，党卫军围捕并处决了幸存者。弗兰克被穿着党卫军制服的乔处决。 |             |                       |                  |                                  |                |
| 10 | 10          | A Way Out             | Daniel Percival  | Rob Williams                     | 2015年11月20日 |
| 弗蘭克與朱莉安鈉以纳粹特工的身份与乔对峙。他带着这部电影去了纳粹大使馆。史密斯得知海德里希正在准备一个陷阱。木戶投靠并杀死了射杀王储的纳粹狙击手。艾德被弗兰克的枪逮住，并被用作企图暗杀王储的替罪羊，以避免木戶犯下的需要。海德里希在韦格纳刺杀希特勒之前要求史密斯效忠，韦格纳告别了家人，前往希特勒的高山城堡；然而，在与希特勒对峙后，希特勒正在他巨大的电影库里观看其他新闻片，并说他每次观看都会学到一些东西，韦格纳反而自杀了。史密斯抓住了叛徒海德里希，并将他报告给了希特勒。塔戈米前往联合广场，用朱莉安娜的魅力冥想；他睁开眼睛，发现自己置身于另一个1962年，盟军赢得了第二次世界大战，而美国正处于古巴导弹危机之中。 注：希特勒高山撤退的场景是攝於霍恩韋爾芬城堡。                                                                                      |             |                       |                  |                                  |                |

### 第二季（2016年）
| 總集數 | 集數 （季） | 標題       | 導演                | 編劇                            | 首播日期       |
| --- | ----------- | ---------- | ------------------- | ------------------------------- | -------------- |
| 11 | 1           | 虛偽之人   | 丹尼爾·珀西瓦爾     | 法蘭克·史波特尼茲               | 2016年12月16日 |
| 史密斯為了拯救病重的兒子，秘密向納粹高層隱瞞病情，同時調查湯瑪斯可能被誰發現患有遺傳病。茱莉安娜在中立地帶遇見《高堡奇人》的作者霍桑·阿本森，請求加入他的組織。為了證明忠誠，她將自己送回日治區，在田上與木戶面前謊稱自己已殺了喬。田上對她產生興趣，將她帶回府上。法蘭克和艾德為了還清債務，加入黑道集團山口組，開始幫忙製作偽造藝術品。 |             |            |                     |                                 |                |
| 12 | 2           | 塵歸塵     | 尼爾森·麥考密克     | 艾瑞克·歐雷森                   | 2016年12月16日 |
| 法蘭克與山口組達成協議，協助繪製偽造的浮世繪畫作。艾德開始與岡村建立友誼，卻對對方是黑道成員的事實有所遲疑。茱莉安娜住進田上的宅邸，對他的另一個時空家庭產生興趣。她從田上家人留下的照片與錄影帶中發現，影片中的自己與妹妹還活著，並在另一時空阻止了日本與德國的戰爭。喬在德國接受納粹再教育，並與父親瑞道見面。瑞道聲稱自己是重要官員，要他回歐洲與自己並肩作戰。 |             |            |                     |                                 |                |
| 13 | 3           | 旅行的男子 | 尼爾森·麥考密克     | 法蘭克·史波特尼茲               | 2016年12月16日 |
| 茱莉安娜設法與田上進一步接觸，並提出疑問：如果影片是真實的，那這世界是否是錯的？田上則坦承，自己過去在另一個時空有個兒子典之，並試圖用武士精神來尋求贖罪。喬被瑞道安排與一名女子相親，過程中意識到父親可能不只是一名外交官。茱莉安娜發現一段關於納粹摧毀日本的影片，而田上承認自己來自那個世界。他透露那裡的日本在與納粹的戰爭中慘敗，為了避免同樣命運，他才來到這個世界尋求對策。 |             |            |                     |                                 |                |
| 14 | 4           | 昨日的世界 | 史蒂芬·葛林         | 艾瑞克·歐雷森                   | 2016年12月16日 |
| 喬開始懷疑瑞道的真正身分，並透過檔案發現父親其實是納粹高官。他試圖逃離，卻被安排參加納粹的集會並公開亮相。茱莉安娜追問田上更多有關平行世界的事，田上表示自己能自由穿梭於不同時空，但也承受巨大代價。木戶追查法蘭克與山口組的勾結，命令手下暗中監視。史密斯則接到命令，將希特勒看過的影片全數銷毀，並追查影片來源。喬最終發現，自己是納粹為繁衍優良血統而培養的「生命之源」（Lebensborn）後代。 |             |            |                     |                                 |                |
| 15 | 5           | 鐵之聲     | 史蒂芬·葛林         | 威廉·布魯克斯 & 丹尼爾·佩西瓦爾 | 2016年12月16日 |
| 茱莉安娜被田上安排接觸日本貴婦圈，並在婦人會上遇到田上已故妻子的老友。史密斯在柏林調查喬的身分，得知喬是瑞道的兒子後大為震驚，並認為喬將來會對帝國造成威脅。喬與妮可的關係日益密切，兩人分享對未來的迷惘與憤怒。法蘭克得知茱莉安娜可能還活著，感到困惑又憤怒。田上最終向茱莉安娜坦白，自己其實是為了阻止日本與德國的戰爭，才冒險從另一個世界來到這裡。 |             |            |                     |                                 |                |
| 16 | 6           | 金繼       | 保羅·霍拉漢         | 法蘭西絲卡·嘉丁納               | 2016年12月16日 |
| 茱莉安娜照原定計畫開始與婦女委員會接觸，並獲得成員之一露西的支持。海倫得知湯瑪斯被納粹青年團選中，要前往南美探險，起初強烈反對，後來卻發現史密斯其實打算安排湯瑪斯「假失蹤」，讓他躲起來過正常生活。喬與妮可的關係越來越親密，妮可自稱也是Lebensborn，並帶他去認識其他同類。喬在和她共度一夜後，開始接受自己的真實身分。田上試圖修補自己在另一個時空的家庭關係，卻對兒子典之完全拋棄日本文化感到失望。木戶的副手吉田告訴他，高堡奇人的藏身處已被發現的消息，並提到山口組也在找那些影片。 |             |            |                     |                                 |                |
| 17 | 7           | 微笑之地   | 凱倫·庫薩瑪         | 羅布·威廉斯                     | 2016年12月16日 |
| 艾德和齊爾丹帶著法蘭克製作的偽品到岡村那裡還債，卻剛好碰上木戶突擊檢查。岡村與現場的山口組成員被木戶以通敵罪槍決。吉田找到艾德和齊爾丹，放他們一馬。法蘭克被派去港口安裝炸彈，目標是來視察的小野田將軍，但在現場發現日本其實正祕密建造核彈，他決定中止任務並把情況告知反抗軍。在阿德勒醫生的葬禮上，他的妻子愛麗絲對死因感到懷疑，建議驗屍，讓史密斯感到不安。茱莉安娜也參加了葬禮，幫湯瑪斯掩飾一次癲癇發作，事後向海倫保證會保守這個秘密。辛姆萊告訴史密斯，希特勒突然昏倒。 |             |            |                     |                                 |                |
| 18 | 8           | 禍從口出   | 亞歷克斯·札克舍斯基 | 瑞克·克里夫蘭                   | 2016年12月16日 |
| 史密斯到茱莉安娜的公寓詢問喬的影片，她提到舊金山可能即將被毀。露西告訴茱莉安娜，那段據說是現場直播的希特勒影片，其實是舊片重播，因為她丈夫是轉播技術人員。茱莉安娜將自己的懷疑告訴喬治·迪克森，認為希特勒可能已經死了。反抗軍決定展開起義，茱莉安娜擔心自己反而害死更多人。霍伊斯曼被任命為代理總理，喬決定支持父親。法蘭克從阿諾那得知，茱莉安娜曾警告他們離開舊金山，並沒有背叛。法蘭克氣憤之下與蓋瑞衝突，但反抗軍仍決定行動。史密斯從茱莉安娜與木戶那得到情報後，誤導遭囚的海德里希，讓他誤以為德日已經開戰，藉此誘他坦白。海德里希招認背後主謀正是霍伊斯曼，史密斯隨後將他處決。希特勒去世，霍伊斯曼成為新總理。 |             |            |                     |                                 |                |
| 19 | 9           | 引爆       | 克里斯·朗           | 衛斯理·史崔克                   | 2016年12月16日 |
| 田上與在另一個時空的家人一起觀看比基尼環礁上的氫彈爆炸影片，最終下定決心要阻止日德之間的戰爭，便帶著影片回到原本的世界。湯瑪斯向茱莉安娜問起自己的病情，對話過程被偷偷錄音。史密斯後來得知這段錄音，將其收走以保護兒子。霍伊斯曼在電視演說中誣指日本毒殺希特勒，誓言報復，讓喬感到震驚。法蘭克決定幫反抗軍暗殺小野田，行動前他說服艾德和齊爾丹離開舊金山。艾德憶起他、法蘭克與茱莉安娜當初在舊金山海邊的回憶。法蘭克和薩拉將汽車炸彈運進憲兵隊地下停車場，設好定時器後試圖撤離，卻在大廳與木戶遭遇爆發槍戰。田上抵達當時，炸彈爆炸，炸死吉田、小野田將軍及其幕僚，建築物也嚴重毀損。木戶倖存，法蘭克與薩拉生死未卜。  |             |            |                     |                                 |                |
| 20 | 10          | 餘波       | 丹尼爾·珀西瓦爾     | 艾瑞克·歐雷森                   | 2016年12月16日 |
| 田上和木戶在爆炸後努力處理憲兵隊總部被毀的後續。之後木戶前往紐約，將來自另一個時空的影片交給史密斯，影片顯示日本擁有氫彈的證據。反抗軍試圖為凱倫報仇，打算殺死茱莉安娜，但她成功逃走，轉而槍殺了威脅要曝光史密斯的迪克森。史密斯帶著影片前往柏林，試圖說服納粹高層不要對日本開戰，以避免核子反擊。他私下與辛姆萊會面，揭發霍伊斯曼是叛徒。辛姆萊隨後逮捕霍伊斯曼與喬，並在人民大會堂公開演說，似乎接管了帝國。他也公開表揚史密斯的貢獻。史密斯獲得表揚後，湯瑪斯決定自行向公共衛生局坦白，接受安樂死。茱莉安娜來到中立地區後，從阿本森口中得知希望仍在，而且她的妹妹楚蒂還活著。雷姆將阿本森剩下的影片交給田上。      |             |            |                     |                                 |                |

### 第三季 (2018年)
| 總集數 | 集數 （季） | 標題               | 導演                  | 編劇                             | 首播日期      |
| --- | ----------- | ------------------ | --------------------- | -------------------------------- | ------------- |
| 21 | 1           | 現在比以往更關心你 | 丹尼爾·珀西瓦爾       | 韋斯利·斯崔克                    | 2018年10月5日 |
| 1962年秋天，柏林，喬·布雷克和他的父親被關押在單獨囚禁室，兩人都遭受折磨和洗腦。希姆萊逼迫喬執行處決父親以證明忠誠。楚蒂在科羅拉多州詹姆斯敦，與霍桑·阿本森及其妻子同住，由茱莉安娜照料。阿本森告訴茱莉安娜，她的命運是接替他。茱莉安娜想知道自己的死因，但阿本森仍拒絕透露。當晚，阿本森夫婦遭納粹襲擊，被迫離開詹姆斯敦。分別時，阿本森告訴茱莉安娜去問田上她將如何死，因為阿本森已將剩餘的影片寄給田上。約翰·史密斯晉升為納粹四星上將（Oberst-Gruppenführer），剛從柏林返回紐約。由於兒子的去世，他與妻子間充滿緊張，兒子在公開儀式中被追悼。妮可·多爾默搬至紐約加入宣傳部工作，希姆萊派喬到舊金山大使館任副貿易參贊，化名約瑟夫·辛納德拉。喬·布雷克殺死了埃里希·雷德。 |             |                    |                       |                                  |               |
| 22 | 2           | 想像滿洲           | 亞歷克斯·扎克熱夫斯基 | 埃里克·奧弗邁爾                  | 2018年10月5日 |
| 茱莉安娜意識到田上是「旅人」。希姆萊和約翰·史密斯派間諜前往中立區尋找代號「蓮花食者」的人。井口海軍上將告訴田上，大日本國正秘密限制日本太平洋州的石油供應，導致嚴重燃料短缺。田上首次見到渡邊珠子。胡佛告訴羅克威爾，他知道史密斯兒子的遺傳病，並懷疑史密斯殺害了阿德勒醫生。木戶逮捕茱莉安娜與楚蒂，困惑於自己已殺死另一個楚蒂。琴道告知田上逮捕情況。井口指示木戶將楚蒂和茱莉安娜交由田上保管。楚蒂返回自己的世界。海倫·史密斯拜訪阿德勒夫人，遭攻擊而自衛殺人。喬見使者韋伯，獲派任務尋找叛逃至舊金山的上級黨衛軍長官迪爾斯。 |             |                    |                       |                                  |               |
| 23 | 3           | 戰爭行動           | 歐內斯特·狄克森       | 克里斯·柯林斯                    | 2018年10月5日 |
| 茱莉安娜觀看一段影片，影片中她被喬射殺，喬隨後自殺。她認為賓夕法尼亞州的萊卡瓦納煤礦是破解影片之鑰。喬殺死迪爾斯，下一個目標是叛逃者霍華德·韋克斯勒與田上。喬與茱莉安娜重逢。約翰·史密斯了解旅人與平行世界，以及門格勒對「Nebenwelt」計畫的研究，該計畫旨在實現世界間移動。他觀看希特勒的影片檔案，發現湯瑪斯在另一世界仍然活著。珠子贈送田上一幅畫。哈根被木戶捕獲折磨，透露法蘭克·弗林克仍在世。 |             |                    |                       |                                  |               |
| 24 | 4           | 薩布拉             | 約翰·福塞特           | 埃里克·西蒙森                    | 2018年10月5日 |
| 身障的法蘭克·弗林克出現在中立區的天主教避難所聖特蕾莎。抵抗組織使用他創作的旭日圖案標誌。喬殺死韋克斯勒，偷走他攜帶的納粹「Nebenwelt」計畫文件。約翰·史密斯得知埃里希·雷德被殺。木戶請新任山口組頭目岡見尋找法蘭克，交換條件是要求貿易大臣取消帝國對黑市石油的禁令。柴丹想返回舊金山，但艾德想留在傑克身邊。兩人在貨車中遭騎士埋伏搶劫。中村在咖啡館桌下留下木戶監視田上的資料給喬。懷亞特造訪茱莉安娜，自稱連恩，給她電話號碼。妮可·多爾默和塞爾瑪·哈里斯開始戀情。約翰·史密斯夢見湯瑪斯與魯道夫·韋根納。 |             |                    |                       |                                  |               |
| 25 | 5           | 新巨像             | 丹尼爾·珀西瓦爾       | 韋斯利·斯崔克                    | 2018年10月5日 |
| 喬試圖刺殺田上，卻被路人阻止。胡佛告訴納粹元帥羅克威爾，史密斯計畫假裝兒子被綁架並將其藏於南美，以阻止湯瑪斯安樂死。胡佛還認為能取得證據證明海倫·史密斯殺害阿德勒夫人。胡佛探訪海倫，告知她殺人供詞是逼迫而來。史密斯拜訪胡佛，後者威脅他要提早退休以免醜聞或更糟，史密斯以掌握的資料反制。希姆萊召見史密斯與胡佛、羅克威爾會面，羅克威爾指控史密斯叛國，胡佛拒絕證實指控。希姆萊譴責羅克威爾為叛徒，羅被迫流亡並遭史密斯暗殺。希姆萊提拔史密斯為帝國元帥。茱莉安娜在萊卡瓦納發現布雷克關於田上和韋克斯勒「Nebenwelt」計畫的檔案。喬持槍威脅她，聲稱「Die Nebenwelt」將助納粹統治所有平行世界，要求她加入，茱莉安娜割喉逃走並帶走計畫文件。                               |             |                    |                       |                                  |               |
| 26 | 6           | 歷史終結           | 米拉·梅農             | 伊莉莎白·班傑明 和 凱倫·伊根     | 2018年10月5日 |
| 明格斯·瓊斯與手下賣安非他命「Zed」給懷亞特／連恩，價格微薄。茱莉安娜請懷亞特協助將「Nebenwelt」檔案交給田上，兩人啟程前往中立區。木戶認定茱莉安娜涉涉布雷克之死。田上向木戶展示被盜文件，發現出自憲兵隊。木戶質問中村，因其曾轉交文件給喬。帝國元帥史密斯訪問一名來自平行世界的女性，她在他眼前消失。希姆萊派遣「生命之源」神射手漢斯完成對田上的任務。山姆森在酒吧遇見艾德，告知法蘭克仍在人世。艾德與柴丹分手。艾德與法蘭克重聚，並見證他的成人禮。懷亞特與茱莉安娜抵達丹佛。萊姆帶茱莉安娜見阿本森夫婦。 |             |                    |                       |                                  |               |
| 27 | 7           | 過度激怒           | 史蒂芬·葛林           | 德雷·瑞恩                        | 2018年10月5日 |
| 中村被處決為叛徒。茱莉安娜向阿本森說明萊卡瓦納與「Nebenwelt」計畫，打算回到帝國阻止納粹陰謀。懷亞特帶她到聖特蕾莎避難所，發現法蘭克與艾德。柴丹回到店裡發現換鎖，過度反應遭逮捕審訊。史密斯與希姆萊談話，詢問為何帝國想殺田上，希姆萊回應計畫已取消。史密斯繼續觀看希特勒影片檔案，感到越來越不安。田上與木戶會面，透露「Nebenwelt」計畫及茱莉安娜欲阻止此事。 |             |                    |                       |                                  |               |
| 28 | 8           | 霞（穿越迷霧）     | 珍妮佛·蓋茨辛格       | 威廉·N·福爾德斯                  | 2018年10月5日 |
| 大日本國繼續摧毀與美國歷史相關的紀念碑。茱莉安娜向聖特蕾莎居民播放盟軍二戰勝利影片。一位物理學家告訴她，「Nebenwelt」藍圖是量子轉移裝置的設計。若失敗，將引爆小型原子彈級爆炸。茱莉安娜回憶記憶中隧道爆炸，懷疑裝置被人炸毀。海倫·史密斯對精神科醫生產生情愫，嘗試挑逗遭拒，醫生向史密斯告密。懷亞特買新身分證給茱莉安娜，懷疑賣家是納粹線民，殺死他。懷亞特帶文件給茱莉安娜，遇見法蘭克，後者對其動機心存疑慮。懷亞特告訴茱莉安娜納粹曾殺害他一半愛爾蘭家人。山姆森質疑懷亞特與納粹線民來往。茱莉安娜與懷亞特前往萊卡瓦納。木戶驅離佔據柴丹店面者，允許柴丹搬回以示嘉獎。田上遭「生命之源」神射手襲擊，以合氣道自衛。木戶前往中立區尋找法蘭克。                          |             |                    |                       |                                  |               |
| 29 | 9           | 巴庫               | 黛博拉·周             | 克里斯·柯林斯 與 克里斯·吳       | 2018年10月5日 |
| 史密斯觀看一段他與妻兒穿著平民服觀看馬丁·路德·金演說的影片。梅茨格少校向史密斯報告，懷亞特與茱莉安娜在大日本國邊境殺死守衛。田上致電史密斯，邀約在中立區會面討論石油禁運與「Nebenwelt」計畫。希姆萊命其前往。史密斯選擇高堡農舍為會面地點，發現一張他在影片中認出的阿本森照片。田上告知他，阿本森是他用來阻止去年戰爭的氫彈影片來源，請求協助維持和平。海倫向友人瑪麗和露西透露戈培爾足部畸形，並表示柏林高層受保護。珍妮佛健康檢查將至。懷亞特與茱莉安娜抵達芝加哥，向抵抗組織展示影片，並透露「Nebenwelt」裝置。艾德與法蘭克在丹佛多處繪製旭日旗標誌。木戶發現並處決法蘭克。懷亞特與茱莉安娜抵達波科諾山區萊卡瓦納。史密斯逮捕阿本森妻子。                              |             |                    |                       |                                  |               |
| 30 | 10          | 歷史歸零           | 丹尼爾·珀西瓦爾       | 埃里克·奧弗邁爾 與 韋斯利·斯崔克 | 2018年10月5日 |
| 史密斯逮捕阿本森，前往波科諾山區會見希姆萊。茱莉安娜與抵抗組織進入萊卡瓦納礦場，遭發現並被捕。門格勒利用「Nebenwelt」裝置開啟通道，送出四名囚犯，三死一失蹤。希姆萊欣喜，解除對日本的石油禁運，確保計畫順利。史密斯發現阿本森真名為艾布·霍克斯，二戰時曾同陣線作戰。海倫與女兒們藏匿。希姆萊宣布「Jahr Null」（零年）開始，以摧毀自由女神像象徵。納粹與反納粹青年街頭暴動，希姆萊提議清洗，遭懷亞特協助狙擊。艾德與傑克拜訪柴丹，共同於舊金山柯伊特塔掛起巨大旭日旗。阿本森告訴史密斯，人若想穿越平行世界，必須該世界的自己已死。茱莉安娜在史密斯面前穿越時空，史密斯開槍射擊她消失的身影。                                                                               |             |                    |                       |                                  |               |

### 第四季 (2019年)
| 總集數 | 集數 （季） | 標題             | 導演                  | 編劇                       | 首播日期       |
| --- | ----------- | ---------------- | --------------------- | -------------------------- | -------------- |
| 31 | 1           | 六十四卦         | 丹尼爾·珀西瓦爾       | 韋斯利·斯崔克              | 2019年11月15日 |
| 茱莉安娜在約翰·史密斯射擊下穿越至另一平行世界，昏倒在另一世界的史密斯與湯瑪斯汽車前。一年後，海倫·史密斯與子女與其兄弟漢克·麥克雷（非納粹）居住於中立區。約翰要求海倫回紐約，遭拒後帶走兩女。自開始，田上被暗殺。木戶警部與山森將軍討論史密斯元帥可能是兇手。憲兵隊在太平洋州展開暴力報復，國民鐵路軍包圍丹佛。懷亞特領導抵抗組織，但彈藥不足。茱莉安娜於另一世界擔任合氣道教師，友人為拉斯·吉爾摩，湯瑪斯為助教，海倫與約翰亦在。冥想時見田上幻象，田上以圍棋留言。明格斯·瓊斯因被疑殺害田上遭捕，憲兵隊發現他持有黑共叛亂組織創始人艾奎亞諾·漢普頓著作，指控其為組織成員。木戶之子徹目睹審訊暴行深感不安。懷亞特與黑共叛亂組織成員會面。 |             |                  |                       |                            |                |
| 32 | 2           | 逃離每扇門...    | 納爾森·麥考密克       | 茱莉·海伯特                | 2019年11月15日 |
| 「Nebenwelt」裝置現可使納粹特務穿越世界間蒐集技術及文化情報。門格勒製作多元宇宙地圖。納粹特務破壞盟軍勝利世界的核防禦計畫。史密斯得知另一個自己與茱莉安娜所在平行世界。懷亞特提議與黑共叛亂組織聯手，以換取急需武器。貝爾通報奇爾丹將舉辦西方紀念品拍賣會，滿洲屠夫增田將軍、木戶警部及防衛大臣島村與長崎將出席，黑共叛亂組織視為攻擊目標。貝爾建議懷亞特隊伍執行襲擊。懷亞特負責餐飲，奇爾丹不知情。奇爾丹會見王儲公主，夢想成真。珍妮佛向友人亨利透露她在中立區，播放禁忌藍調唱片，被妹妹艾米抓包後，史密斯保護珍妮佛，謊稱唱片為調查證據。珍妮佛含淚聯絡母親，想回中立區。                                                              |             |                  |                       |                            |                |
| 33 | 3           | 箱子             | 約翰·福塞特           | 凱倫·伊根                  | 2019年11月15日 |
| 海倫回歸國民鐵路軍。茱莉安娜與拉斯相識，向他借槍，意識到自己被監視。木戶告知增田明格斯有不在場證明，指示宣布他為兇手並結案。木戶之子徹患創傷後壓力症候群，指責帝國在中國失利，兩父子決裂。懷亞特率眾伏擊拍賣會，黑共叛亂組織收到電台警告撤退。貝爾射殺增田，島村與長崎也被殺。奇爾丹被黑共擒獲，告知他王儲公主計畫撤軍，拍賣會實為峰會掩護，錯殺無辜。茱莉安娜向另一世界史密斯求助，被伏擊，得救者殞命，殺手為納粹特務。 |             |                  |                       |                            |                |
| 34 | 4           | 快樂旅程         | 瑞秋·萊特曼           | 馬克·理查德                | 2019年11月15日 |
| 阿本森被迫主持納粹宣傳節目《高堡奇人故事集》，以換妻子安全。茱莉安娜赴華盛頓林肯紀念堂，穿越回原來世界，在辛娜公園麵包店用美元付款未果，躲藏等待懷亞特。高階納粹戈茲曼警告史密斯。希姆萊幸存，赴史密斯家宴，健康不佳且乖戾。海倫遭夫人馬格麗特冷待。奇爾丹被黑共逮捕，聯絡王儲公主求停火談判。山森違令木戶報復。木戶告知飯島殺田上。史密斯得知另一世界田上死訊與茱莉安娜回歸。 |             |                  |                       |                            |                |
| 35 | 5           | 邪惡信念         | 夏洛特·布蘭德斯特羅姆 | 大衛·斯卡帕                | 2019年11月15日 |
| 艾奎亞諾·漢普頓、貝爾與伊萊賈會見飯島。漢普頓要求黑共獨立國家，會議遭憲兵突襲，漢普頓被殺，飯島因叛國罪遭審。憲兵掃蕩黑共藏匿貧民區，奇爾丹逃脫返家，驚見家遭洗劫。懷亞特與茱莉安娜成情侶，計畫新攻勢。史密斯前往另一世界，發現平行世界的海倫仍愛他，會見湯瑪斯被譏諷偽善，傷心得知前友丹尼爾·萊文是昔日同袍，任納粹後任其赴死。 |             |                  |                       |                            |                |
| 36 | 6           | 所有重大冒險     | 茱莉·海伯特           | 洛利斯·艾瑞克·伊萊         | 2019年11月15日 |
| 史密斯在另一世界的48小時近尾聲，發現湯瑪斯已報名海軍陸戰隊赴越戰。回本世界後，史密斯訪問阿本森，詢問干預另一世界拯救湯瑪斯的後果。茱莉安娜認為阿本森的宣傳藏暗訊，尋求海倫協助阻止史密斯。木戶之子徹住進黑幫鴉片館。木戶審訊飯島，後者遵守王儲不洩密和平談判，獲釋。山森將王儲軟禁。飯島受軍事法庭審判，認定謀殺田上。木戶干預，逮捕山森。貝爾策劃破壞滿洲油管行動。 |             |                  |                       |                            |                |
| 37 | 7           | 我們只服從自己   | 理查德·休斯           | 韋斯利·斯崔克              | 2019年11月15日 |
| 黑共開始炸毀滿洲油管、油輪與官方建築。史密斯派特務坎貝爾稱越戰因美國軍事科技優勢將迅速結束，指示監視平行世界湯瑪斯。希姆萊夫人回城，探訪海倫並暗示威脅。海倫尋求重獲帝國好感，後於婦女節目魅力四射。亨利在公園親吻珍妮佛，珍妮佛訴說母親的完美妻子形象是作秀。奇爾丹被憲兵逮捕，木戶索要黑共名單，奇爾丹透露種族偏見及親日立場後獲釋。黑共襲擊破壞。木戶坦承不認同滿洲。日本天皇宣布撤軍。 |             |                  |                       |                            |                |
| 38 | 8           | 希特勒只有一顆蛋 | 弗雷德里克·托伊       | 吉漢·克勞瑟                | 2019年11月15日 |
| 日本撤軍，史密斯視此為統一前美國本土的機會。黑共將太平洋州自治。日本公民撤離。飯島欲日本撤離最後船隻，木戶遣人回家，自己留守。木戶遭美國義勇隊綁架，黑共阻止私刑，將其關押於法蘭克暗殺其妹房間。王儲寄給奇爾丹赴日通行證。奇爾丹向女友/助理雪子求婚獲答應。胡佛欲施普查防美國民族主義，史密斯同意。阿本森妻自殺，阿本森試圖自殺。茱莉安娜於百貨找海倫，告知湯瑪斯仍在，史密斯知其下落。史密斯赴柏林，隨戈茲曼。惠特克羅夫特將軍建議北美脫離柏林控制，遭史密斯拒絕。 |             |                  |                       |                            |                |
| 39 | 9           | 一釘之失         | 約翰·福塞特           | 馬克·理查德 和 大衛·斯卡帕 | 2019年11月15日 |
| 納粹飛機於太平洋州投放宣傳傳單。史密斯於柏林與艾希曼將軍會面，被排除在希姆萊召集的入侵計畫外。茱莉安娜夢見「Nebenwelt」通道重大事件。奇爾丹拒絕登船赴日，堅持雪子先行。海倫發現史密斯收藏平行世界影片，通知茱莉安娜。希姆萊核心圈爭論應由德國人率領入侵北美，質疑史密斯忠誠。胡佛揭露史密斯家族對帝國持懷疑態度。私下希姆萊稱史密斯是他未曾有過的兒子。史密斯殺死希姆萊及其核心圈與胡佛。戈茲曼成為北美以外國民鐵路軍最高領袖，史密斯成為北美自治國民鐵路軍領袖。 |             |                  |                       |                            |                |
| 40 | 10          | 神火             | 丹尼爾·珀西瓦爾       | 大衛·斯卡帕                | 2019年11月15日 |
| 史密斯家庭瓦解，支持與反納粹的艾米與珍妮佛均被海倫送往中立區。海倫發現史密斯計劃滅絕太平洋州1400萬人，通知抵抗組織其赴波科諾基地列車行蹤。木戶因兒子受黑幫威脅與其交易保安全。美帝國準備入侵太平洋州，海倫於列車上與史密斯對峙，史密斯企圖說服她收養平行世界湯瑪斯，免其參戰陣亡。抵抗成員炸毀列車，海倫遇害；史密斯獨逃並在茱莉安娜面前自殺。入侵被副將惠特克羅夫特中止，北美國民鐵路軍象徵性棄掉騎士鐵十字勳章。茱莉安娜抵達波科諾基地，抵抗成員目睹數千人自平行世界通道湧出，阿本森穿越前往他處。 |             |                  |                       |                            |                |

## 登场的国家

### 纳粹德国（大纳粹帝国、德意志第三帝国）（Greater Nazi Reich）

納粹美洲屬地旗

控制着欧洲的大半和非洲，统治着旧美利坚合众国洛基山脉以东的极权主义超级大国，首都是柏林，1962年元首希特勒在位于山中的大本营办公。电视剧与原作小说不同，没有设置傀儡国家，而是作为第三帝国的一部分统治美国东部，但是使用仿照星条旗的设计的独特旗帜（将星条旗里面的星改为蓝色底的卐字）。采取严格的人种政策，力图让犹太人和黑人灭绝，让疑难病患者和残疾人安乐死。不仅拥有核武器，还拥有超音速客机等优秀的科学技术，在首都柏林，希特勒等人构想的世界首都日耳曼尼亚计划正在实现；在旧美国国内，抵抗势力的活动也很活跃。
虽然与日本表面上建立了友好关系，但是高层领导层中也有很多想通过与日本的全面战争来扩大领土的势力。

### 日属太平洋合众国（Japanese Pacific States）

日属太平洋合眾國國旗

在旧美利坚合众国中，以洛基山脉西侧和阿拉斯加等为国土，是日本设置的满洲国式傀儡国家；和满洲国一样，政府内阁成员等要职都是由日本人担任，位于旧金山的“日本政府综合总部”具有政府功能。虽然在法律上犹太人是肃清对象，但人种政策与纳粹帝国相比比较和缓，因此也有逃亡来的的犹太人和黑人。街道上充斥着日语的招牌和标记，电视上播放着相扑，日本人在此居住的人也很多。只允许日本人持枪，由宪兵队负责维持治安，被认为是抵抗势力的人在没有审判的情况下被处刑等，进行着强权性的统治；与纳粹帝国相比，科学技术和生活环境都很落后。第四季裕仁天皇於電視上宣布解散太平洋合眾國政府及所有駐美日軍撤出美洲。

### 中立区（Neutral Zone）
位于纳粹德国（大纳粹帝国）和日属太平洋合众国之间的缓冲地带，由旧加拿大的西北地区到，旧美国的华盛顿州、爱达荷州、蒙大拿州、怀俄明州、犹他州、科罗拉多州及新墨西哥州的一部分构成的南北狭长的区域。《高堡奇人》原著中是“落基山脉联邦”，但在电视剧中只是被称为中立区，并没有出现统治机构。国境检查站由邻国的士兵把守，即使是普通市民，也可以乘坐汽车或公共汽车越过国境；在中立地带中，犹太人经营商店等比较自由，但另一方面，纳粹气息浓厚的人物进行私人处决，间谍猖獗等，是一个很难说安全的地方。据悉，高堡奇人也处于中立区；从朱莉安娜和乔去过的坎农城有连接旧金山的长途客车。

### 大日本帝国
与纳粹德国（大纳粹帝国）一起支配世界，横跨亚洲、大洋洲、美洲的大范围国土的世界大国。被描写成以天皇为最高领导的极权主义国家。虽然战胜了盟军，但在核开发等科学技术方面落后于纳粹德国，军事力量也处于劣势。其中既有皇太子等追求和平的人物，也有军队首脑开发原子弹，打算对纳粹德国进行先发制人的核攻击，进行预防战争的人；在田上大臣的策划下掌握了纳粹的原子弹制造法之后，加紧核武器的战力化。后来在印度、澳大利亚、中国對抵抗運動的战线上处于守势。

### 旧美利坚合众国
富兰克林·罗斯福总统被暗杀后，约翰·N·加纳继任，1945年12月首都华盛顿被纳粹德国投下原子弹毁灭，1947年向轴心国投降。以东部为中心的国土大部分被纳粹德国吞并，西海岸的数州成为傀儡国家日属太平洋合众国领土，落基山脉沿线成为中立区。

## 登场的组织

### 抵抗组织（Resistance）
旧美国范围内反抗纳粹德国和日本统治的力量。在全旧美国范围内没有统一组织，只有以乔潜入的纽约为据点的组织、以莱缪·华盛顿率领的坎农城为据点的组织，以及凯特·欧文所属的旧金山组织。为了解放全美国，他收集了多张不同时间轴的胶片作为重要物品，送到“高堡奇人”手中。

### BCR（Black Communist Rebellion，黒人共产主义起义军）
黑人基本在旧美国东部被纳粹德国大灭绝（但仍有少量黑人逃离集中营），所以一般而言只有中立区及日属太平洋合众国中才有黑人活动。这是一只信奉共产主义的黑人抵抗运动组织，在受到中国共产党的指导与帮助下壮大，势力逐渐遍布日属太平洋合众国，配合已经在第四季收回中国满洲并向朝鲜进军的中国政府一起抵抗大日本帝国的统治。

### 亲卫队（SS，Schutzstaffel，黨衛隊）
纳粹德国的军事组织，在旧美国，总部设在纽约的超高层建筑内，在各地驻扎着部队，队员仅限于来自旧德国及旧美国的雅利安人种。简称为“SS”（德语Schutzstaffel的缩写），也绣在制服的领章上；史密斯等军官和幕僚都戴着骷髅徽章的军帽和黑色制服。严格镇压抵抗势力，在搜索时不惜进行射杀和拷问；日属太平洋合众国内的大使馆也有派员驻扎。旧美国出身的人臂章设计不一样。

### 宪兵队
负责维持日属太平洋合众国治安的军事警察，队员都是日本人。便衣搜查员城户同时使用军队的大尉军衔和警察的警衔，并出示“厚生劳动省”的身份证，是一个充满谜团的组织；基本由便衣搜查员和制服队员组成，除了14年式手枪和军刀外，还装备了配备重机枪的车辆和装甲运兵车进行搜查。在本部设施内设置毒气室和枪毙用刑场，对被拘留的嫌疑人和市民不经过审判直接处决的情况也不少。

### 大日本帝国陆军
在日本本国的陆军将领中推动对纳粹德国进行先发制人攻击的势力非常强大。掌握了原子弹的制造法之后，在旧金山建立了伪装成仓库的秘密工厂，使用在旧美国地区开采的铀开始制造原子弹。访问太平洋合众国的小野田将军对大臣田上进行恫吓，也有直接指挥太平洋合众国宪兵队的情况出现。

### 大日本帝国海军
以旧金山湾为基地。舰队总司令猪口提督要求宪兵队对旧美国人采取稳健的应对措施。

### 近卫军（皇宮警察）
在旧金山警卫皇太子的日本部队。虽然在日语版电视剧被称作是“皇宫警察”，但在英语原版中却被称为“imperial guards”，看起来像是从日本本国与皇太子同行的近卫兵，装备有酷似64式步枪的枪械。在皇太子的演讲会场，举着手枪的弗兰克在疏漏的警戒中接近了皇太子，由于实际发生了狙击事件，指挥官在现场的公园内切腹自杀。

### 警察
继承了战前警察机构，以地方自治团体为单位设置的警察，以旧美国人为主。在第一季中，除了帮助乔修理朋克的警察外，还能看到被认为是突袭史密斯队长时出动的纽约市警察的巡逻车。在旧金山，接到宪兵队命令的便衣警察负责监视朱莉安娜的住宅。

### 黑帮
以旧金山为据点的日系暴力集团，经营饮食店和娱乐场所，还向顾客联系政府高官。进行了走私非法药物，监禁朱莉安娜和乔，向抵抗者索要巨额赎金等犯罪行为；他把情报卖给木户率领的宪兵队，秘密地与纳粹进行交易，情报收集能力相当强。根据首领奥卡米拉的情报，皇太子狙击事件的搜查将会有很大的进展。在中立区代替不便正式活动的宪兵队进行各种活动。